# 半泽香织
半泽香织（1985年4月2日—）是出身于日本福岛县的漫画家，血型为A型。
代表作有《草莓煎蛋卷♥》、《漫画女孩》等。

## 经历
- 2000年以发表在《RIBON Original（日语：RIBONオリジナル）》六月号上的漫画《草莓煎蛋卷♥》正式出道[1]，此时的笔名为（音同）。
- 2009年在个人博客上发表消息，称将自己的笔名改为现在的。
- 2014年开始在芳文社旗下漫画杂志《Manga Time Kirara MAX》上连载萌系四格漫画《漫画女孩》。
- 2017年6月19日，《漫画女孩》宣布TV动画化。[2]

## 作品列表

### 漫画单行本
- 草莓煎蛋卷♥（集英社，RIBON MASCOT COMICS，全4册）
- 奇鲁米（集英社，RIBON MASCOT COMICS，全1册，原作：河森正治）
- 漫画女孩（芳文社，Manga Time Kirara MAX，已发行8册）
- 偶像归来！[3]（芳文社，Manga Time Kirara MAX，已发行1册）

### 漫画选集
Manga Time KR Comics
- 魔法少女小圆 四格漫画选集 4
- 樱Trick 漫画选集 1
- 花舞少女 漫画选集 1
- ALDNOAH.ZERO 漫画选集 1
- 黄金拼图 漫画选集 2
- 请问您今天要来点兔子吗？ 漫画选集 2
- 学园孤岛 漫画选集 稳
- NEW GAME! 漫画选集 1
- 三者三叶 漫画选集 1
- 斯特拉的魔法 漫画选集 1

### 其他
- 三者三叶第九话结尾插画
- 请问您今天要来点兔子吗？ TOKYO MX重播版第一话结尾插画
- 闪耀幻想曲游戏原创角色设计